# Leuckartiara zacae
Leuckartiara zacae är en nässeldjursart som beskrevs av Bigelow 1940. Leuckartiara zacae ingår i släktet Leuckartiara och familjen Pandeidae. Inga underarter finns listade i Catalogue of Life.